# گو (زبان برنامه‌نویسی)
گو (به انگلیسی: Go) یک زبان برنامه‌نویسی ترجمه‌شده و دارای زباله جمع‌کن و همروند است که در شرکت گوگل و توسط رابرت گریسیمر، راب پایک و کن تامپسون توسعه داده می‌شود.
این زبان در نوامبر ۲۰۰۹ (برابر ‎آبان ۱۳۸۸) معرفی شد و در حال حاضر در چند سامانهٔ اجرایی گوگل استفاده می‌شود. مترجم گو از لینوکس، مک او اس، ویندوز و انواع سیستم‌های عامل بی‌اس‌دی مانند FreeBSD پشتیبانی می‌کند. از لحاظ معماری پردازنده نیز، معماری ایکس۸۶، معماری ایکس۶۴، معماری آرم و معماری POWER که مخصوص به شرکت آی‌بی‌ام است، توسط مترجم گو پشتیبانی می‌شوند.
«go» به عنوان یک آزمایش توسط مهندسان گوگل رابرت گریسیمر، راب پایک و کن تامپسون توسعه پیدا کرده است. این زبان برنامه‌نویسی به شیوه‌ای طراحی شده است که ضمن برطرف کردن انتقادهای رایج از دیگر زبان‌ها، ویژگی‌های مثبت آنها را حفظ کند. زبان جدید شامل ویژگی‌های زیر بود:
- به صورت ایستا نوشته شده، مقیاس پذیر به سیستم‌های بزرگ (به عنوان جاوا و C ++)
- نیاز به محیط‌های توسعه یکپارچه ندارند، اما از آن‌ها حمایت می‌کنند پشتیبانی از شبکه و چند پردازش

## تاریخچه
«گو» در سال ۲۰۰۷ (به شمسی: ۱۳۸۶) توسط «شرکت گوگل» با هدف افزایش بهره‌وری برنامه‌نویسی در محیط چندهسته‌ای، رایانه‌های شبکه‌ای و کدبیس‌های بزرگ طراحی شد.
«گو» در نوامبر ۲۰۰۹ (به شمسی: آذر ۱۳۸۸) به صورت عمومی معرفی شد و نسخه [27] و نسخه ۱.۰ آن در مارس ۲۰۱۲ (به شمسی: فروردین ۱۳۹۱) منتشر شد. «گو» به طور گسترده ای در محصولات گوگل و در بسیاری از سازمان های دیگر و پروژه های منبع باز استفاده می شود.
در آوریل ۲۰۱۸ ، لوگوی فعلی جایگزین لوگوی سابق آن شد با این حال، شگون‌نما (به انگلیسی: Mascot) آن که موش‌های کیسه‌دار (به انگلیسی: Gopher) است، دست نخورده باقی ماند.

### سیاست انتشار
هر نسخه اصلی گو تا زمانی که دو نسخه اصلی جدیدتر وجود داشته باشد پشتیبانی می شود. به عنوان مثال، گو نسخه ۱٫۵ تا زمان انتشار گو ۱٫۷ و گو ۱٫۶ تا زمان انتشار گو ۱٫۸ پشتیبانی می شد. مشکلات حیاتی، از جمله مشکلات امنیتی حیاتی در نسخه‌های پشتیبانی شده در صورت نیاز با صدور بازبینی‌های جزئی برطرف می‌شوند (به عنوان مثال، گو ۱٫۶٫۱،  گو ۱٫۶٫۲ و غیره).

### تاریخچه انتشار

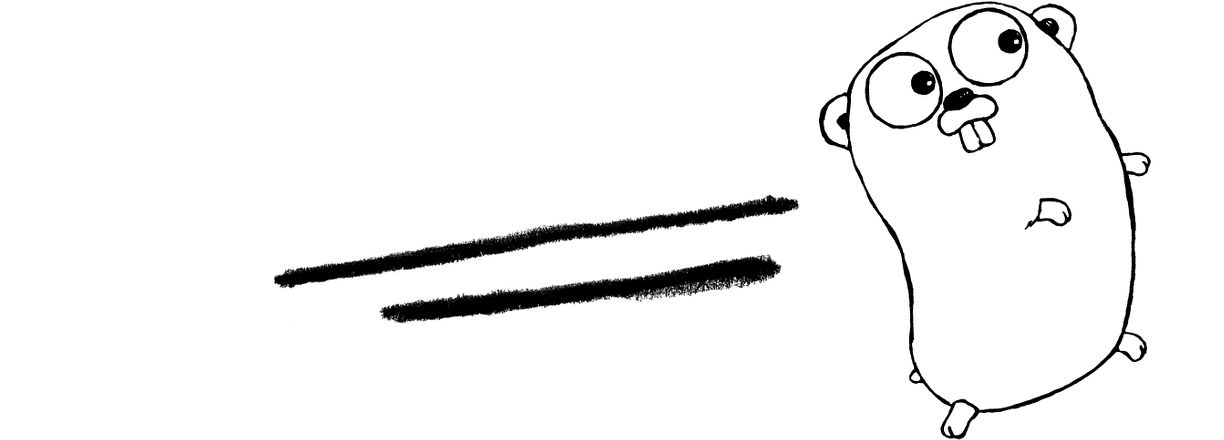
در بالا نماد شانس زبان گو که «موش‌های کیسه‌دار» است، نمایش داده شده

| نسخه                                                                                               | تاریخ انتشار  | تاریخ اتمام پشتیبانی            | یادداشت‌ها |
| -------------------------------------------------------------------------------------------------- | ------------- | ------------------------------- | --------- |
| ۱٫۱۸                                                                                               | ۲۴ اسفند ۱۴۰۰ | ۱۲ بهمن ۱۴۰۱ تا معرفی نسخه ۱/۲۰ |           |
| ۱٫۱۹                                                                                               | ۱۱ مرداد ۱۴۰۱ | پاییز ۲۰۲۳ - تا معرفی نسخه ۱/۲۱ |           |
| ۱٫۲۰                                                                                               | ۱۲ بهمن ۱۴۰۱  | بهار ۲۰۲۴ تا معرفی نسخه ۱/۲۲    |           |
| ۱٫۲۱                                                                                               | پاییز ۲۰۲۳    | پاییز ۲۰۲۴ - تا معرفی نسخه ۱/۲۳ |           |
| ایجاز:نگارش قدیمینگارش قدیمی‌تر، هنوز پشتیبانی می‌شودنگارش پایدار جاریآخرین نگارش پیش‌نمایشانتشار آتی |               |                                 |           |

## اهداف ایجاد
اهداف ایجاد زبان گو شامل موارد زیر است:
- کارایی زبان‌های ترجمه‌شده دارای سامانه نوع ایستا،[پ ۱] برنامه‌نویسی زبان‌های پویا[پ ۲]
- امنیت نوع‌ها، و امنیت حافظه
- پشتیبانی برای همروندی و ارتباط[پ ۳]
- زمان ترجمه کوتاه

## طراحی زبان
“go” به‌طور قابل توجهی در سنت C است، اما باعث تغییرات بسیاری می‌شود که به منظور شفافیت، سادگی و ایمنی ایجاد می‌شود:
یک روش نحوی و محرک پذیرش الگوهای رایج در زبان‌های پویا:
- · توصیف اولیه متغیر مختصر و اولیه از طریق استنتاج نوع (x := 0 not int x = 0; or var x = 0;).
- زمان تدوین سریع
- مدیریت بسته‌های از راه دور (به دست آوردن) و مستندات بسته آنلاین.

رویکردهای متمایز به مشکلات خاص:
- ابتکارهای همپوشانی ساخته شده: فرایندهای سبک‌وزن (goroutines)، کانال‌ها و بیانیه انتخاب.
- یک سیستم رابط به جای ارث مجازی، و نوع جایگذاری به جای ارثی غیرمجازی.

## شی‌گرایی
در زبان گو، ارث‌بری نوع‌ها وجود ندارد. در این زبان، می‌توان برای هر نوع داده‌ای، حتی برای نوع‌های داخلی، مثل اعداد صحیح فاقد بسته‌بندی، تابع عضو تعریف کرد، و این عمل محدود به ساخت‌ها (رده‌ها) نمی‌شود.
در زبان گو از رابط‌ها (به انگلیسی: Interfaces) می‌توان برای تعریف رفتار یک شی استفاده کرد. هر رابط مجموعه‌ای از تعریف توابع است، و هر نوعی که توابع این رابط را داشته باشد، این رابط را پیاده‌سازی کرده‌است.
در نمونه زیر، یک رابط تعریف شده‌است که یک تابع به نام Abs و نوع خروجی float64 مشخص کرده‌است. هر نوعی که این تابع را پیاده‌سازی کند، در واقع این رابط را پیاده‌سازی کرده‌است. به عنوان نمونه، هم MyFloat و هم Vertex این چنین هستند.
```
type
 
Abser
 
interface
 
{

 
Abs
()
 
float64

}

type
 
MyFloat
 
float64

func
 
(
f
 
MyFloat
)
 
Abs
()
 
float64
 
{

 
if
 
f
 
<
0
 
{

  
return
 
float64
(
-
f
)

 
}

 
return
 
float64
(
f
)

}

type
 
Vertex
 
struct
 
{

 
X
,
 
Y
 
float64

}

func
 
(
v
 
Vertex
)
 
Abs
()
 
float64
 
{

 
return
 
math
.
Sqrt
(
v
.
X
*
v
.
X
 
+
 
v
.
Y
*
v
.
Y
)

}

func
 
main
()
 
{

 
var
 
a
 
Abser

 
f
 
:=
 
MyFloat
(
-
math
.
Sqrt2
)

 
v
 
:=
 
Vertex
{
3
,
 
4
}

        
a
 
=
 
f
  
// a MyFloat implements Abser

        
fmt
.
Println
(
a
.
Abs
())

        
a
 
=
 
v
 
// a Vertex implements Abser

        
fmt
.
Println
(
a
.
Abs
())

}

```

## همروندی
گوروتین (به انگلیسی: goroutine) که برگرفته از نام کوروتین (به انگلیسی: coroutine) می‌باشد، تابعی است که به صورت همروند با بقیه گوروتین‌ها در فضای حافظه یکسان اجرا می‌شود. گوروتین‌ها معادل با ریسمان‌های سیستم‌عامل نیستند، بلکه چندین گوروتین بین چندین ریسمان سیستم‌عامل تسهیم می‌شوند.
برای ایجاد یک گوروتین، قبل از فراخوانی تابع، عبارت go را استفاده می‌کنیم. در نمونه زیر، یک گوروتین به‌صورت همروند با گوروتین فعلی ایجاد و اجرا می‌شود:
```
go
 
list
.
Sort
()
 
// run list.Sort concurrently; don't wait for it.

```

گوروتین‌ها برای تبادل داده از کانال‌ها (به انگلیسی: channel) استفاده می‌کنند. در نمونه زیر، یک کانال به نام c ایجاد می‌شود که برای مشخص کردن تکمیل اجرای گوروتین داخلی استفاده می‌شود:
```
c
 
:=
 
make
(
chan
 
int
)
 
// Allocate a channel.

// Start the sort in a goroutine; when it completes, signal on the channel.

go
 
func
()
 
{

    
list
.
Sort
()

    
c
 
<-
 
1
  
// Send a signal; value does not matter.

}()

doSomethingForAWhile
()

<-
c
 
// Wait for sort to finish; discard sent value.

```

## مدیریت بسته
گو از سامانه مدیریت بسته اختصاصی خود استفاده می‌کند. وبگاه اصلی آن در pkg.go.dev قرار دارد. گو با استفاده از دستور go mod init [PACKAGE_NAME] سیستم مدیریت بسته خود را برای یک پروژه ایجاد می‌کند. همچنین با استفاده از دستور go get می‌توان بسته ای را نصب کرد.
از نکات مثبت این سامانه می‌توان به دستور go mod tidy اشاره کرد که به طور خودکار پکیج های مورد نیاز را نصب و پکیج های بلااستفاده را حذف می‌کند.
گو برای پیکربندی بسته های یک پروژه دو فایل با نام های go.mod و go.sum ایجاد می‌کند که در فایل go.mod لیست کاملی از وابستگی های پروژه وجود دارد و همچنین در فایل go.sum یک hash از هر بسته ذخیره می‌کند تا نسخه پکیج نصب شده را به یاد داشته باشد.

## ابزارهای زبان
زبان گو شامل همان نوع اشکال زدایی و تست است که در بسیاری از زبان ای توزیع شده دیگر هم استفاده می‌شود.
- go build، برای ساخت نسخه قابل اجرای برنامه
- go test، برای مقاصد تست واحد (Unit Testing) و محک (Microbenchmark) استفاده می‌شود.
- go fmt، برای قالب بندی کد
- go get، برای بازیابی و نصب بسته‌ها از راه دور است.
- go mod، نرم نرم‌افزار مدیریت بسته (Package manager)
- go vet، یک تحلیلگر استاتیک به دنبال خطاهای احتمالی در کد
- go run، یک میانبر برای ساخت و اجرای کد
- godoc، برای نمایش اسناد یا ارائه آن از طریق HTTP
- gorename، برای تغییر نام متغیرها، توابع و غیره
- cgo، امکان صدا زدن کد های زبان سی را از درون گو فراهم میکند
- asm، برای تبدیل کدهای گو به اسمبلی کاربرد دارد.
- dist، به ساخت، آزمایش، راه اندازی و توزیع کد کمک میکند.
- fix، استفاده از api های قدیمی در برنامه را شناسایی و آنها را با api های جدید جایگزین می‌کند.
- test2json، خروجی تست های گو را به فرمت جیسان تبدیل میکند.
- pack، یک نسخه ساده از ابزار ar در یونیکس.
- objdump، فایل های اجرایی رو جدا می‌کند.
- trace، فایل های trace را ردیابی می‌کند.

و..

## مثال‌ها

### برنامه Hello World
مثال زیر برنامه Hello World را در گو پیاده‌سازی می‌کند:
```
package
 
main

import
 
"fmt"

func
 
main
()
 
{

        
// a first program in go

        
fmt
.
Println
(
"Hello, World"
)

}

```

### برنامه Echo
مثال زیر چگونگی نوشتن برنامه‌ای مشابه فرمان echo یونیکس را در گو نشان می‌دهد:
```
package
 
main

import
 
(

        
"os"

        
"flag"
  
// Command line option parser.

)

var
 
omitNewline
 
=
 
flag
.
Bool
(
"n"
,
 
false
,
 
"don't print final newline"
)

const
 
(

        
Space
 
=
 
" "

        
Newline
 
=
 
"\n"

)

func
 
main
()
 
{

        
flag
.
Parse
()
   
// Scans the arg list and sets up flags.

        
var
 
s
 
string

        
for
 
i
 
:=
 
0
;
 
i
 
<
flag
.
NArg
();
 
i
++
 
{

                
if
 
i
>
 
0
 
{

                        
s
 
+=
 
Space

                
}

                
s
 
+=
 
flag
.
Arg
(
i
)

        
}

        
if
 
!
*
omitNewline
 
{

                
s
 
+=
 
Newline

        
}

        
os
.
Stdout
.
WriteString
(
s
)

}

```

## انتقادها
منتقدان زبان گو می‌گویند:
- فقدان ژنریک‌های زمان کامپایل منجر به تکرار کپی می‌شود، metaprogramming نمی‌تواند به صورت ایستا بررسی شود و کتابخانه استاندارد نمی‌تواند الگوریتم‌های عمومی ارائه دهد.
- فقدان گسترش زبان (از طریق، به عنوان مثال، بیش از حد اپراتور) باعث می‌شود تا وظایف خاص به صورت مقدماتی انجام شود.
- یک پارچگی نبودن همروندی اطلاعات در کامپایل خروجی رم به حافظه.
- عدم وجود سیستم نوع Hindley-Milner برای تأیید ایمنی.
- کندی سرعت و اشغال حافظه بیش از حد رم به شکل معماری گوروتین

## پروژه‌هایی که از زبان گو استفاده می‌کنند

### برخی از برنامه‌های منبع باز قابل توجه در زبان گو
- CockroachDB, یک پایگاه داده منبع باز، قابل انعطاف و سازگار است.
- داکر، یک نرم‌افزار متن باز که دیپلویمنت نرم‌افزارهای کاربردی را درون کانتینر نرم‌افزاری به وسیلهٔ فراهم کردن لایهٔ انتزاعی اضافه‌ای فراهم می‌کند.
- Syncthing, یک نرم‌افزار کلاینت/سرور هماهنگ‌سازی فایل منبع باز است.
- Snappy, یک مدیریت بسته برای Ubuntu Touch که توسط Canonical توسعه یافته‌است.
- OpenShift, یک پلت فرم محاسبات ابری.

### برخی از frameworkهای منبع باز قابل توجه در زبان گو
- Gorilla, یک ابزار وب برای گو.
- Martini, بسته برای برنامه‌های وب کاربردی / خدمات.
- Beego, یک framework وب با کارایی بالا در گو، برای برنامه‌های وب و سرویس‌های Backend مورد استفاده قرار می‌گیرد.

## اختلاف نام‌گذاری
در روز ۱۰ نوامبر ۲۰۰۹، روز انتشار عمومی زبان، فرانسیس مک کیب، توسعه دهنده زبان برنامه‌نویسی !Go درخواست تغییر نام از زبان گوگل را برای جلوگیری از سردرگمی با زبان خود، که ۱۰ سال در حال توسعه آن است، کرد.
در ۱۲ اکتبر ۲۰۱۰، این مسئله توسط راس ککس (rsc@) توسعه دهنده گوگل با وضعیت سفارشی «متأسفانه» همراه با توضیح زیر بسته شد:
«بسیاری از محصولات و خدمات محاسباتی از نام Go استفاده می‌کنند. در ۱۱ ماه پس از انتشار ما، این شباهت نام کمترین میزان سردرگمی را به‌وجود آورده‌است.»